# Grand Prix automobile d'Europe 2000
GP précédent GP suivant
Le Grand Prix automobile d'Europe 2000 (2000 Warsteiner Grand Prix of Europe), disputé sur le Nürburgring en Allemagne le 21 mai 2000, est la 652e épreuve de l'histoire du championnat du monde de Formule 1 courue depuis 1950 et la sixième manche du championnat 2000.

## Classement
| Pos. | No | Pilote                | Écurie             | Tours | Temps/Abandon                      | Grille | Points |
| ---- | -- | --------------------- | ------------------ | ----- | ---------------------------------- | ------ | ------ |
| 1    | 3  | Michael Schumacher    | Ferrari            | 67    | 1 h 42 min 00 s 307 (179,551 km/h) | 2      | 10     |
| 2    | 1  | Mika Häkkinen         | McLaren-Mercedes   | 67    | + 13 s 822                         | 3      | 6      |
| 3    | 2  | David Coulthard       | McLaren-Mercedes   | 66    | + 1 tour                           | 1      | 4      |
| 4    | 4  | Rubens Barrichello    | Ferrari            | 66    | + 1 tour                           | 4      | 3      |
| 5    | 11 | Giancarlo Fisichella  | Benetton-Playlife  | 66    | + 1 tour                           | 7      | 2      |
| 6    | 18 | Pedro de la Rosa      | Arrows-Supertec    | 66    | + 1 tour                           | 12     | 1      |
| 7    | 16 | Pedro Diniz           | Sauber-Petronas    | 65    | + 2 tours                          | 15     |        |
| 8    | 21 | Gaston Mazzacane      | Minardi-Fondmetal  | 65    | + 2 tours                          | 21     |        |
| 9    | 14 | Jean Alesi            | Prost-Peugeot      | 65    | + 2 tours                          | 17     |        |
| 10   | 10 | Jenson Button         | Williams-BMW       | 62    | Panne électrique                   | 11     |        |
| 11   | 8  | Johnny Herbert        | Jaguar-Ford        | 61    | Collision                          | 16     |        |
| 12   | 12 | Alexander Wurz        | Benetton-Playlife  | 61    | Collision                          | 14     |        |
| Abd. | 23 | Ricardo Zonta         | BAR-Honda          | 51    | Sortie de piste                    | 18     |        |
| Abd. | 20 | Marc Gené             | Minardi-Fondmetal  | 47    | Accélérateur                       | 20     |        |
| Abd. | 22 | Jacques Villeneuve    | BAR-Honda          | 46    | Moteur                             | 9      |        |
| Abd. | 7  | Eddie Irvine          | Jaguar-Ford        | 29    | Collision                          | 8      |        |
| Abd. | 19 | Jos Verstappen        | Arrows-Supertec    | 29    | Accident                           | 13     |        |
| Abd. | 9  | Ralf Schumacher       | Williams-BMW       | 29    | Collision                          | 5      |        |
| Abd. | 17 | Mika Salo             | Sauber-Petronas    | 27    | Arbre de transmission              | 19     |        |
| Abd. | 5  | Heinz-Harald Frentzen | Jordan-Mugen-Honda | 2     | Moteur                             | 10     |        |
| Abd. | 6  | Jarno Trulli          | Jordan-Mugen-Honda | 0     | Collision                          | 6      |        |
| Ex.  | 15 | Nick Heidfeld         | Prost-Peugeot      |       | Exclu                              |        |        |

## Pole position et record du tour
- Pole position : David Coulthard en 1 min 17 s 529 (vitesse moyenne : 211,554 km/h).
- Meilleur tour en course : Michael Schumacher en 1 min 22 s 269 au 8e tour (vitesse moyenne : 199,366 km/h).

## Tours en tête
- Mika Häkkinen : 20 (1-10 / 36-45)
- Michael Schumacher : 46 (11-15 / 17-35 / 46-67)
- Rubens Barrichello : 1 (16)

## Statistiques
- 39e victoire pour Michael Schumacher.
- 129e victoire pour Ferrari en tant que constructeur.
- 129e victoire pour Ferrari en tant que motoriste.
- Nick Heidfeld, initialement qualifié 13e, a été exclu car le poids de sa monoplace n'était pas conforme.